# Битту
Битту (фр. Bittou) — город и городская коммуна в Буркина-Фасо, на территории провинции Булгу.

## География
Город расположен в южной части страны, в 250 км от столицы страны, города Уагадугу, в 18 км от границы с Ганой и в 39 км от границы с Того. Высота Битту над уровнем моря составляет 198 м. Коммуна Битту включает в себя 5 городских секторов и 27 деревень.

## Население
По данным на 2013 год численность населения города составляла 17 015 человек. Население городской коммуны по данным переписи 2006 года составляет 72 053 человека. Более 80 % населения города заняты в сельском хозяйстве.
Динамика численности населения города по годам:
| 1996   | 2005   | 2013   |
| ------ | ------ | ------ |
| 10 834 | 13 667 | 17 015 |

## Города-побратимы
- Шатору, Франция[4]